# الن هانسل
 الن هانسل (انگلیسی: Ellen Hansell؛ زاده ۱۸ سپتامبر ۱۸۶۹ درگذشته ۱۱ مهٔ ۱۹۳۷) یک تنیس‌باز اهل ایالات متحده آمریکا بود.